# Savcılıbağbaşı, Kaman
Savcılıbağbaşı là một xã thuộc huyện Kaman, tỉnh Kırşehir, Thổ Nhĩ Kỳ. Dân số thời điểm năm 2010 là 146 người.